# バログ・ボトンド
バログ・ボトンド（ハンガリー語: Balogh Botond、2002年6月6日 - ）は、ハンガリーのサッカー選手。ポジションはDF。

## クラブ歴
ショプロンに生まれ同地でサッカーを始めたが、2015年にMTKブダペストFCの下部組織に移った。2019年8月、チームメイトのコスノヴスキ・マールクとともにパルマ・カルチョ1913に移籍。当初はユースチームにいたが、同シーズン末にはトップチームのベンチにも顔を出すようになった。2020年10月28日のコッパ・イタリア・デルフィーノ・ペスカーラ1936戦で選手初出場、同月31日のセリエA・インテルナツィオナーレ・ミラノ戦でリーグ戦初出場を記録した。2021年5月にクラブはセリエBへと降格になったが彼はクラブと4年契約延長をした。

## 代表歴
U-17代表としてUEFA U-17欧州選手権2019に、U-21代表としてUEFA U-21欧州選手権2021に参加した。
2021年11月12日、2022 FIFAワールドカップ予選のサンマリノ代表戦でA代表初出場。2024年5月14日、彼はUEFA EURO 2024に出場するハンガリー代表メンバーに選出された。2024年10月11日、彼は負傷のため、2024–25 UEFAネーションズリーグAのオランダ戦のメンバーから外された。